# Otidea yunnanensis
Otidea yunnanensis är en svampart som först beskrevs av B. Liu & J.Z. Cao, och fick sitt nu gällande namn av W.Y. Zhuang & C.Y. Liu 2006. Otidea yunnanensis ingår i släktet Otidea och familjen Pyronemataceae.   Inga underarter finns listade i Catalogue of Life.